# Geumjeong-gu
Geumjeong là một khu nằm ở phía bắc vùng trung tâm thành phố Busan, Hàn Quốc. Khu này có diện tích 65,19 km², dân số khoảng 265.000 người.
Geumjeong là một khu được tách khỏi khu khu Domgnae vào năm 1988. Khu này nổi tiếng với ngôi đền Phật giáo Beomeosa trên núi Geumjeongsan và là nơi tọa lạc của trường Đại học Quốc gia Pusan.

## Phân cấp hành chính
Geumjeong-gu được chia thành 11 dong pháp lý, gồm 20 dong hành chính, như sau:
- Seo-dong (4 dong hành chính)
- Geumsa-dong
- Oryun-dong
- Bugok-dong (4 dong hành chính)
- Jangjeon-dong (3 dong hành chính)
- Seon-dong
- Dugu-dong
- Cheongnyongnopo-dong
- Namsan-dong
- Guseo-dong (2 dong hành chính)
- Geumseong-dong

## Thành phố kết nghĩa
- Xương Bình, Trung Quốc
- Phổ Đà, Trung Quốc